# Ilja Zacharow
Ilja Leonidowicz Zacharow ros. Илья Леонидович Захаров (ur. 2 maja 1991 w Saratowie) – rosyjski skoczek do wody, złoty i srebrny medalista olimpijski, medalista mistrzostw świata i Europy.
Jego największym sukcesem jest złoty medal igrzysk olimpijskich w Londynie (2012) w skokach z trampoliny 3 m oraz srebrny z trampoliny 3 m w parze z Jewgienijem Kuzniecowem. 
Dorobek medalowy Rosjanina uzupełnia siedem medali mistrzostw świata, w tym jeden tytuł mistrzowski wywalczony na światowym czempionacie w Budapeszcie (2017). Ma też na koncie jedenaście medali mistrzostw Europy (zdobytych w latach 2010-2018) oraz cztery złote medale Uniwersjady (2011, 2013, 2017).

## Odznaczenia
- Order Przyjaźni (13 sierpnia 2012) – za wielki wkład w rozwój kultury fizycznej i sportu, wysokie osiągnięcia sportowe na zawodach XXX Olimpiady 2012 roku w mieście Londynie (Wielka Brytania)[6]